# Евдем Родосский
Евдем Родосский (Εύδημος ο Ρόδιος, IV век до н. э.) — древнегреческий философ, ученик Аристотеля.
В 322 году до нашей эры он уехал из Афин на остров Родос, где читал лекции по логике и физике, материалом для которых ему послужили аристотелевские произведения. Ему приписывается обработка аристотелевской этики, известная под названием Евдемова этика (в 7 книгах).
В конце XIX — начале XX века на страницах Энциклопедического словаря Брокгауза и Ефрона философские взгляды Евдема Родосского были охарактеризованы Э. Л. Радловым следующими словами:

«Отступив в логике от учения Аристотеля, Э. Родосский примкнул к Теофрасту. В учении о Божестве мы находим у Э. некоторую критику Аристотелевского понятия о Боге. Этику Э. ставит в более тесную связь с богословием, чем Аристотель, который дает антропологическое обоснование этике. Э. в конце концов сводит счастье к природным данным человека, которые представляются ему даром Бога. И начало этики, и конец её, то есть цель, определяются понятием Божества: „все является благом в той мере, в какой оно способствует познанию Божества“. Зло, напротив, отвлекает нас от созерцания Божества. В тесной связи, в которую Э. ставит этику с теологией, видно некоторое уклонение от Аристотеля и приближение к Платону. Этика Э. обыкновенно печатается в собрании сочинений Аристотеля.»

Евдем Родосский составил самые первые сочинения по истории геометрии и истории астрономии. Этими трудами, до наших дней не дошедшими, активно пользовались позднейшие древнегреческие авторы.